# The Operative - Sotto copertura
The Operative - Sotto copertura (The Operative) è un film del 2019 diretto da Yuval Adler, con protagonisti Diane Kruger e Martin Freeman.
È tratto dal libro The English Teacher dello scrittore Yiftach Reicher, ed è stato presentato fuori concorso alla edizione del Festival internazionale del cinema di Berlino.

## Trama
Rachel, che parla diverse lingue, è una spia reclutata dal servizio di intelligence israeliano Mossad. Svanisce senza lasciare traccia mentre partecipa al funerale di suo padre a Londra. L'unico indizio su dove si trovi è una telefonata criptica che fa al suo ex supervisore Thomas, che viene poi richiamato in Israele dal Mossad dalla Germania dove si trova in missione. Ricostruendo la vita di Rachel impegnata nell'ambito di un vasto sforzo di spionaggio contro il programma nucleare dell'Iran, Thomas deve ripercorrere i suoi passi per determinare quale minaccia può ora rappresentare per la loro operazione la sua cattura, mentre lavora anche per proteggerla.

## Distribuzione
La pellicola è stata presentata fuori concorso alla edizione del Festival internazionale del cinema di Berlino il 10 febbraio 2019.
In Italia, il film è uscito direttamente in DVD.